# ピレスイゴール
ピレス イゴール（Higor Pires、1980年7月7日 - ）は、ブラジル・サンパウロ出身、日本国籍のフットサル選手。Fリーグ・バルドラール浦安所属。ポジションはゴレイロ。出生名はイゴール・マシエル・ピレス（Higor Maciel Pires）。2016年にブラジルから日本に帰化した。サンパウロ州選抜の経験があるが、2016年に日本代表デビューした。

## 経歴
ブラジルのサンパウロ出身で、フットサルをはじめたのは6歳の時。2004年にサンパウロ・フットサルからデビューした。2007年にサンカエターノ・フットサルに移籍。

### シュライカー大阪
2009年にFリーグのシュライカー大阪に移籍。2009-10シーズンのシュライカー大阪は名古屋オーシャンズに次ぐ2位だったが、イゴール自身はリーグ最優秀選手賞とベスト5に選出された。2010-11シーズンのベスト5は名古屋オーシャンズの川原永光に譲ったが、2011-12シーズンには2度目のベスト5受賞となった。2012-13シーズンのベスト5は再び川原が受賞し、ゴレイロのポジションのベスト5を何年も2人で分けあっている。

### ペスカドーラ町田
シュライカー大阪では2年連続で準優勝したが、2013年4月にはペスカドーラ町田に移籍。2013-14シーズンには3度目のベスト5に選出された。
2014-15シーズンはイゴールが守護神として出場した23節まで11勝9分3敗と好成績を残し、自身は23試合で39失点とリーグ最少失点を記録していたが、2014年11月30日の24節エスポラーダ北海道戦で左小指基節骨を骨折。この試合は痛みをこらえて最後までプレーしたが、残りのシーズンを棒に振った。試合翌日には流暢な日本語でツイートしている。
負傷後には選手登録からGKコーチ登録に変更され、試合の際はベンチから戦況を見守ったが、控えゴレイロの鈴木紳一朗がプレーした町田は24節から9戦全敗と絶不調に陥った。12月24日には回復途上ながら登録期限との兼ね合いで再び選手登録され、その後も最終節まで試合出場がなかったものの、最終節のシュライカー大阪戦で復帰して10連敗を阻止（引き分け）した。町田はイゴール離脱期間中にズルっと8位に後退しており、プレーオフ出場を逃した。2015年1月号のフットサルナビではタレントの加藤未央に密着された。
2015-16シーズン開幕前には選手間の投票によってキャプテンに就任した。2015-16シーズンの町田はレギュラーシーズンで2位となり、リーグ最少の65失点に抑えたイゴール自身は3年連続5度目のベスト5に選出された。日本の法務省に帰化申請を行い、2016年1月22日には日本国籍取得が発表された。4月には木暮賢一郎暫定監督によって日本代表候補に初選出され、ベトナム代表とウズベキスタン代表との親善試合に臨んだ。
2020年1月には難病のギラン・バレー症候群を発症し、1月8日から3月10日まで約2か月間も入院生活を送った。入院から7か月後の2020年8月には日本代表に復帰した。
2022年3月25日、ペスカドーラ町田を退団した。

### バルドラール浦安
2022年4月1日、バルドラール浦安に加入した。

## 人物
サンパウロ州選抜の経験がある。1対1での勝負強さ、至近距離からのシュートに対する反応、セービング能力、直線的に飛ぶスローイングが持ち味。ポルトガル語の通訳が付き添っているが、町田移籍時にはすでにピッチ内で日本語のコーチングを行うことができた。2015年時点では通訳なしでメディアと会話ができるほど日本語が上達している。

## タイトル

### 個人
- Fリーグ ベスト5(8) : 2009-10、2011-12、2013-14、2014-15、2015-16、2016-17、2017-18、2018-19
- Fリーグ 最優秀選手賞(1) : 2009-10
- 全日本フットサル選手権大会 最優秀選手賞(1) : 2009年

### クラブ
- 全日本フットサル選手権大会(2) : 2009年、2011年
- Fリーグ オーシャンカップ(1) : 2009年

## 個人成績
| 国内大会個人成績 | 国内大会個人成績 | 国内大会個人成績 | 国内大会個人成績 | 国内大会個人成績 | 国内大会個人成績 | 国内大会個人成績 | 国内大会個人成績 | 国内大会個人成績 | 国内大会個人成績 | 国内大会個人成績 | 国内大会個人成績 |
| 年度             | クラブ           | 背番号           | リーグ           | リーグ戦         | リーグ戦         | リーグ杯         | リーグ杯         | オープン杯       | オープン杯       | 期間通算         | 期間通算         |
| 年度             | クラブ           | 背番号           | リーグ           | 出場             | 得点             | 出場             | 得点             | 出場             | 得点             | 出場             | 得点             |
| 日本             | 日本             | 日本             | 日本             | リーグ戦         | リーグ戦         | オーシャン杯     | オーシャン杯     | 全日本選手権     | 全日本選手権     | 期間通算         | 期間通算         |
| ---------------- | ---------------- | ---------------- | ---------------- | ---------------- | ---------------- | ---------------- | ---------------- | ---------------- | ---------------- | ---------------- | ---------------- |
| 2009-10          | 大阪             | 1                | Fリーグ          | ??               | ?                |                  |                  |                  |                  |                  |                  |
| 2010-11          | 大阪             | 1                | Fリーグ          | ??               | ?                |                  |                  |                  |                  |                  |                  |
| 2011-12          | 大阪             | 1                | Fリーグ          | ??               | ?                |                  |                  |                  |                  |                  |                  |
| 2012-13          | 大阪             | 1                | Fリーグ          | ??               | ?                |                  |                  |                  |                  |                  |                  |
| 2013-14          | 町田             | 1                | Fリーグ          | 35               | 1                |                  |                  |                  |                  |                  |                  |
| 2014-15          | 町田             | 1                | Fリーグ          | 24               | 3                |                  |                  |                  |                  |                  |                  |
| 2015-16          | 町田             | 1                | Fリーグ          | 32               | 7                |                  |                  |                  |                  |                  |                  |
| 2016-17          | 町田             | 1                | Fリーグ          |                  |                  |                  |                  |                  |                  |                  |                  |
| 2017-18          | 町田             | 1                | Fリーグ          |                  |                  |                  |                  |                  |                  |                  |                  |
| 2018-19          | 町田             | 1                | Fリーグ          |                  |                  |                  |                  |                  |                  |                  |                  |
| 2019-20          | 町田             | 1                | Fリーグ          |                  |                  |                  |                  |                  |                  |                  |                  |
| 2020-21          | 町田             | 1                | Fリーグ          |                  |                  |                  |                  |                  |                  |                  |                  |
| 2021-22          | 町田             | 1                | Fリーグ          |                  |                  |                  |                  |                  |                  |                  |                  |
| 2021-22          | 浦安             | 1                | Fリーグ          |                  |                  |                  |                  |                  |                  |                  |                  |
| 通算             | 日本             | 日本             | Fリーグ          |                  |                  |                  |                  |                  |                  |                  |                  |
| 通算             | 日本             |                  |                  |                  |                  |                  |                  |                  |                  |                  |                  |
| 総通算           |                  |                  |                  |                  |                  |                  |                  |                  |                  |                  |                  |